# Friedrich Wilhelm (Braunschweig-Wolfenbüttel)

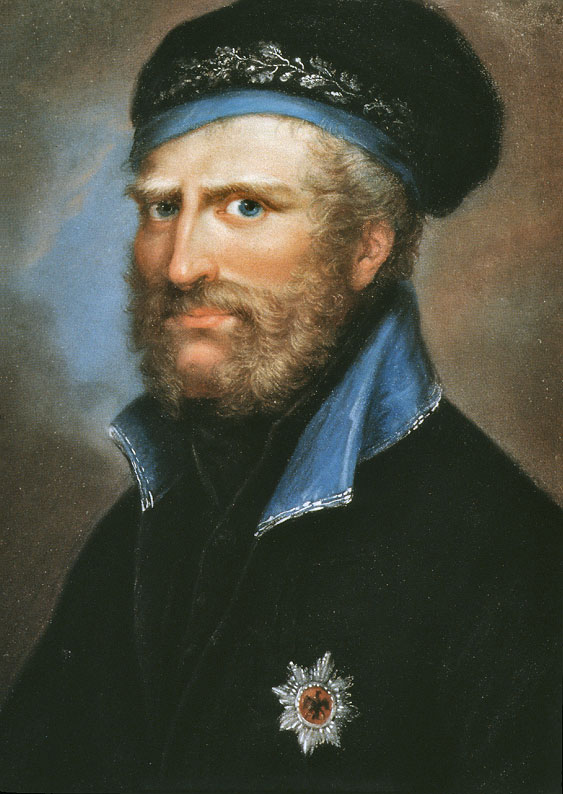
Porträt Friedrich Wilhelms aus dem Jahre 1809 von Johann Christian August Schwartz

Friedrich Wilhelm von Braunschweig, auch der Schwarze Herzog genannt (* 9. Oktober 1771 in Braunschweig; † 16. Juni 1815 in der Schlacht bei Quatre-Bras, Königreich der Vereinigten Niederlande), war einer der deutschen Volkshelden der Napoleonischen Kriege, preußischer General, Herzog zu Braunschweig-Lüneburg und Fürst im Landesteil Braunschweig-Wolfenbüttel. Durch Erbschaft war er zudem ab 1805 als Herzog von Oels ein mediatisierter Fürst im preußischen Staat.

## Leben

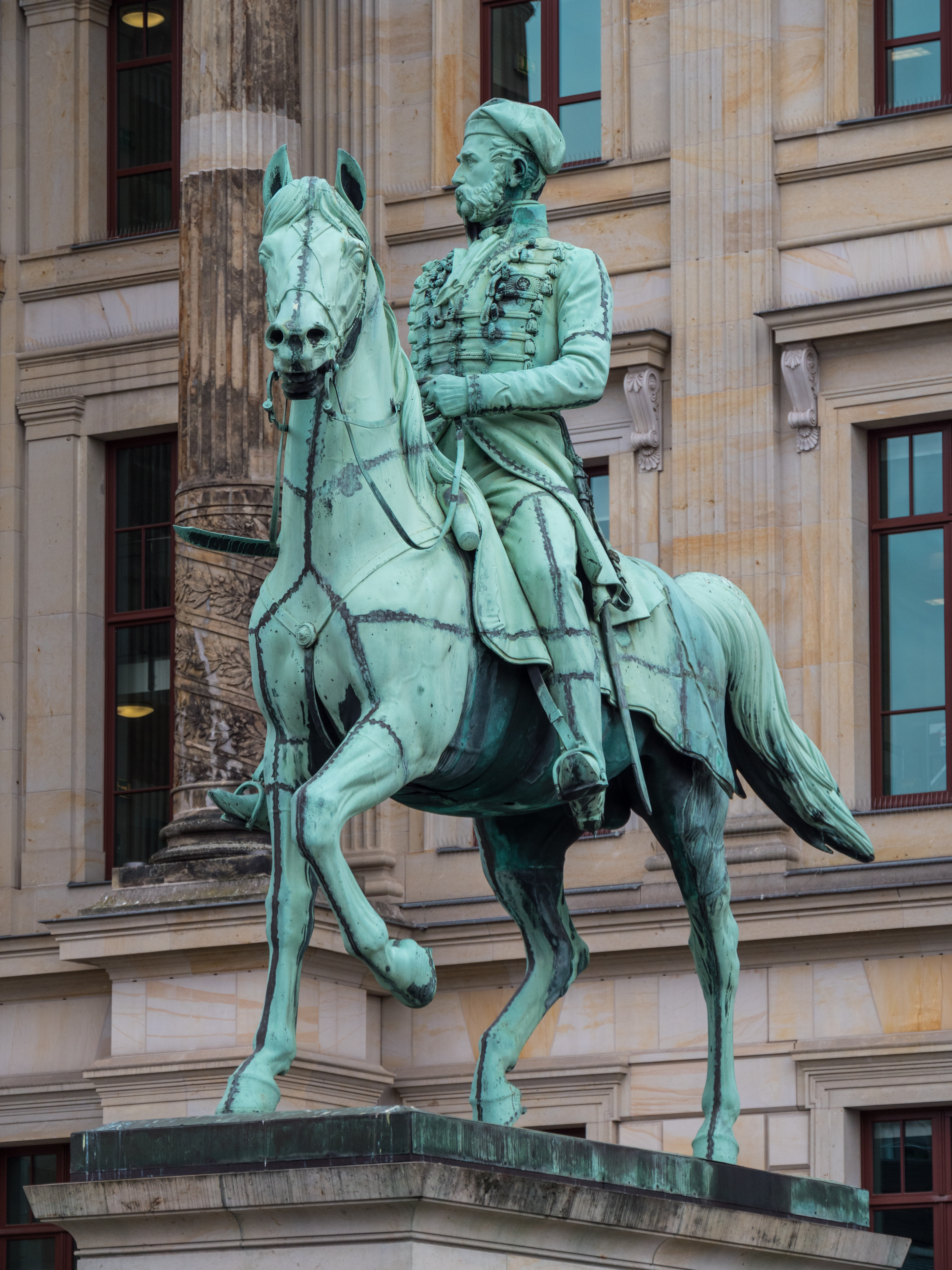
Reiterstandbild Herzog Friedrich Wilhelms in Braunschweig

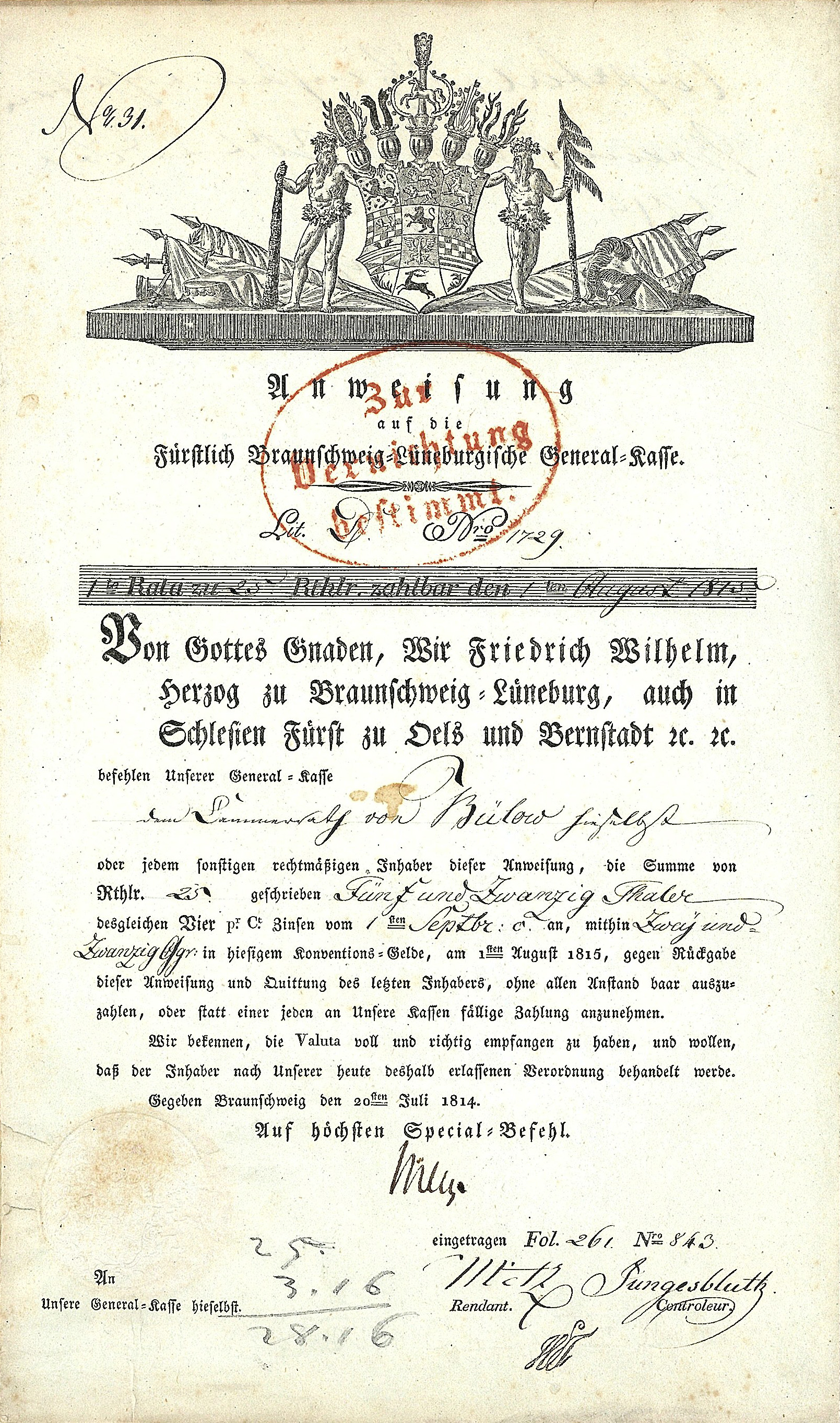
4%-Anleihe des Herzogs zu Braunschweig-Lüneburg Friedrich Wilhelm über 25 Taler, ausgegeben in Braunschweig am 20. Juli 1814, einlösbar bei der Fürstlich Braunschweig-Lüneburgischen General-Kasse, aufgenommen für die Finanzierung des Befreiungskrieges gegen Napoleon

Friedrich Wilhelm wurde als sechstes Kind des Braunschweigischen Herzogs und preußischen Generalfeldmarschalls Karl Wilhelm Ferdinand von Braunschweig und dessen Ehefrau Augusta von Hannover, Prinzessin von Großbritannien, geboren. 1789 trat er in die preußische Armee ein, wurde Kapitän bei einem Infanterieregiment und nahm ab 1792 am Ersten Koalitionskrieg gegen Frankreich teil. 1800 wurde er Regimentschef des Altpreußischen Infanterieregiments No. 12. Der Höhepunkt seiner Militärkarriere war seine Ernennung zum Generalmajor durch König Friedrich Wilhelm III. im Juli 1801. Er war Mitglied der Militärischen Gesellschaft. Während sein Vater am 14. Oktober 1806 in der Schlacht bei Auerstedt tödlich verwundet wurde, befand sich Friedrich Wilhelm im Korps des Herzogs Carl August von Sachsen-Weimar bei Ilmenau. Es schloss sich dem Rückzug der geschlagenen Armee unter Gebhard Leberecht von Blücher an. Sein sterbender Vater rief ihn nach Braunschweig, um ihn zu seinem Thronfolger im Fürstentum Braunschweig-Wolfenbüttel zu bestimmen, da seine drei älteren Brüder regierungsunfähig waren. Wenig später nahm Friedrich Wilhelm am 6. November 1806 im Korps Blücher an der Schlacht bei Lübeck teil. Seither war das Verhältnis zu Blücher, der seine Niederlage auf taktische Fehler Friedrich Wilhelms zurückführte, getrübt. Beide gerieten durch die Kapitulation von Ratekau in französische Gefangenschaft.
Die Regierung im Fürstentum konnte Friedrich Wilhelm nicht antreten, denn Napoleon hatte es für erloschen erklärt und sein Territorium im Frieden von Tilsit 1807 dem neu geschaffenen Königreich Westphalen unter der Regentschaft seines Bruders Jérôme zugeteilt. Friedrich Wilhelm zog sich nach Preußen ins niederschlesische Oels zurück, das er 1805 geerbt hatte.
In der Folge beteiligte sich Friedrich Wilhelm an Aufstandsplanungen gegen die Herrschaft Napoleons und unterhielt Kontakte zu Ferdinand von Schill und Wilhelm von Dörnberg. Als Österreich 1809 auf einen Krieg gegen Frankreich in Form einer deutschen Volkserhebung zusteuerte, begab er sich im Januar 1809 nach Wien. Im Februar 1809 kam die Konvention von Wien zwischen Österreich und ihm zustande, welche die Aufgabe, Stärke, Uniformierung, Feldzeichen, Mindestzahl und Besoldung eines Herzoglich Braunschweigischen Korps im nun beginnenden Fünften Koalitionskrieg regelte. Das Freikorps stand unter dem Schutz Österreichs, blieb aber selbständig, wurde auf Kosten des Herzogs errichtet und ebenso unterhalten. Einzusetzen war es gegen Frankreich.
Die Fürstentümer Oels und Bernstadt mit Schulden belegend, gelang ihm die Finanzierung dieser neuen Truppe. In Böhmen, nahe der preußischen Grenze, auf dem Schloss Náchod, das ihm die Herzogin Wilhelmine von Sagan zur Verfügung stellte, und in Braunau stellte Friedrich Wilhelm bis zum 1. April 1809 die 2300 Mann starke „Schwarze Schar“ auf.

### Die „Schwarze Schar“ und das Braunschweigische Leibbataillon

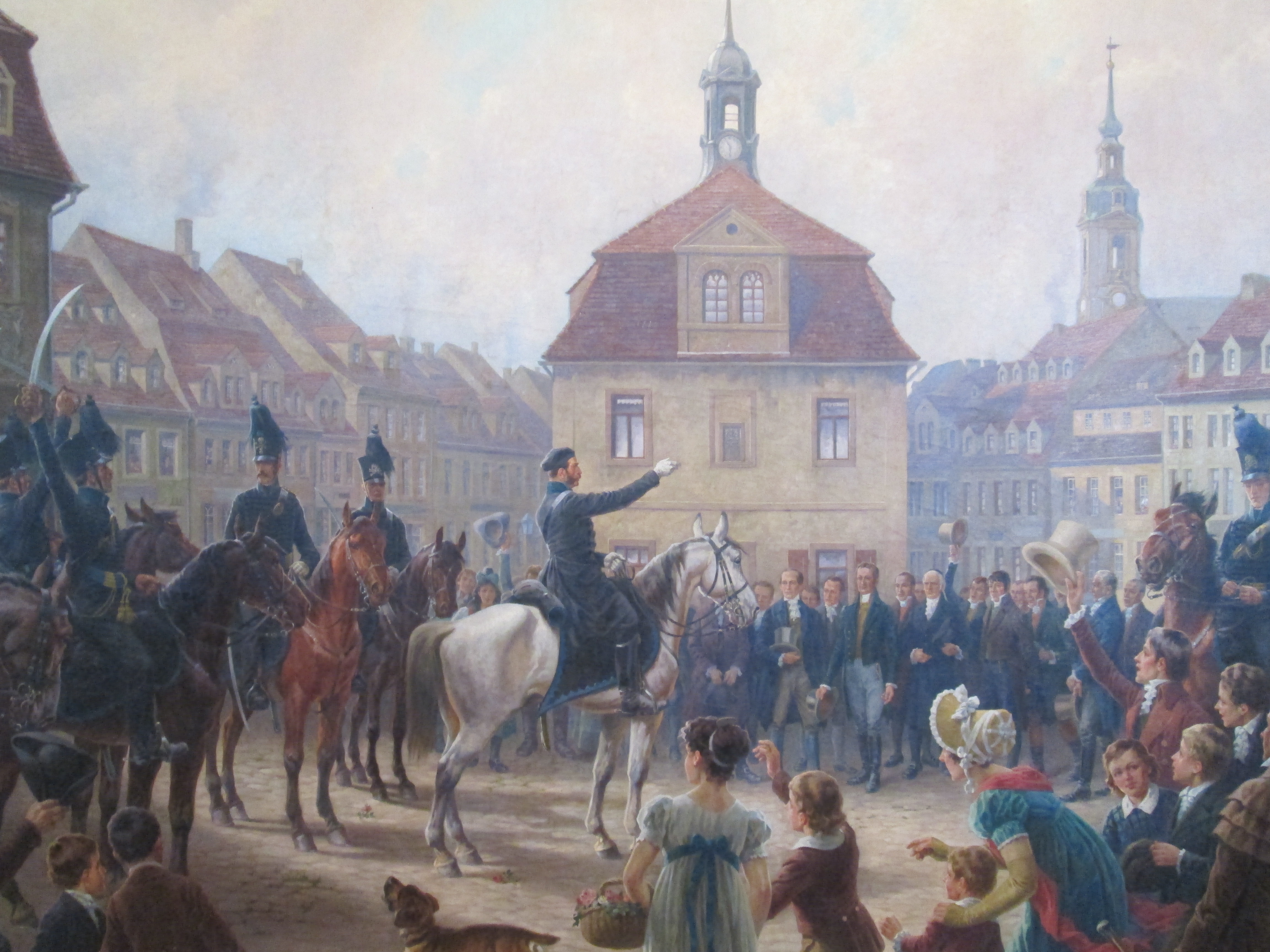
Einzug des Herzogs im Jahr 1809 in das sächs. Werdau, gemalt von Rudolf Trache

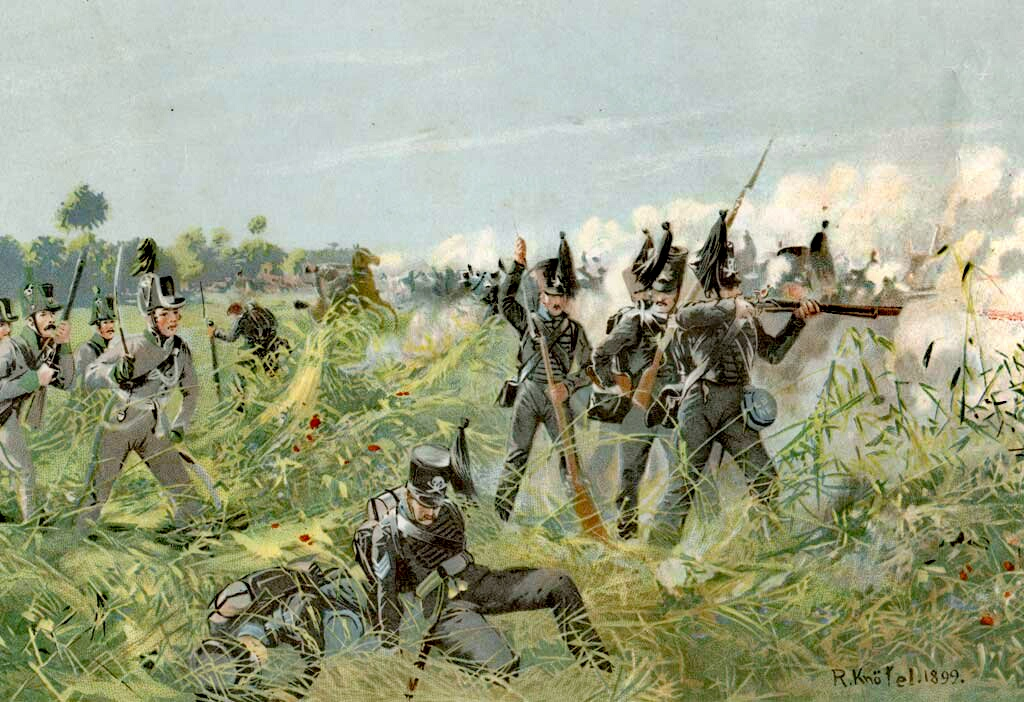
Die Braunschweiger in der Schlacht bei Quatre-Bras am 16. Juni 1815.

Das Korps, wegen seiner schwarzen Uniform „Schwarze Schar“ genannt, fiel, selbständig handelnd, in Sachsen ein, konnte den gewünschten Volksaufstand aber, trotz des Wohlwollens der Einwohner, nicht auslösen. Den Znaimer Waffenstillstand vom Juli 1809, in dem Österreich seine Niederlage anerkannte, wollte Friedrich Wilhelm, der sich als kriegführenden Souverän betrachtete, nicht für sich akzeptieren. Während die Österreicher unter Karl Friedrich am Ende nach Böhmen zurückkehrten, zog sein Korps ohne deren Wissen von Zwickau aus kämpfend mit dem Schlachtruf „Sieg oder Tod“ über Halle, Halberstadt, Braunschweig, Burgdorf, Hannover, Delmenhorst und Elsfleth nach Brake, wo die Einschiffung zur britischen Insel Wight gelang. Besonders die Erstürmung von Halberstadt am 29. Juli 1809 und das Gefecht bei Ölper vor den Toren Braunschweigs am 1. August 1809, in dem sich die Schwarze Schar unter Friedrich Wilhelm gegen eine dreifache Übermacht behauptete, wurden in der deutschen Öffentlichkeit in Gedichten und Liedern gefeiert.
Großbritannien nahm die „Schwarze Schar“ in Sold und setzte sie auf dem iberischen Kriegsschauplatz ein. Friedrich Wilhelm verlor gemäß einer Vereinbarung mit der britischen Regierung das Kommando über sein Korps und wählte, als Bruder von Caroline von Braunschweig-Wolfenbüttel, der Princess of Wales, und vom britischen Parlament mit einer stattlichen Pension ausgestattet, London zum Sitz, wo er im Brunswick House residierte. Von dort unterhielt er durch den Geheimgesandten August Neidhardt von Gneisenau Verbindung zum preußischen König Friedrich Wilhelm III.
Während der Befreiungskriege traf Friedrich Wilhelm am 22. Dezember 1813, nach der Vertreibung der französischen Machthaber aus der Stadt, wieder in Braunschweig ein und übernahm unter dem Jubel der Einwohner als Souverän die Regierung. Bald darauf zog er gegen den von der Insel Elba zurückgekehrten Napoleon mit dem neu formierten Braunschweigischen Leibbataillon ins Feld, nun ein vollgültiger Souverän und Alliierter der Briten in der Funktion eines Divisionsgenerals unter dem Herzog von Wellington.

### Tod auf dem Schlachtfeld

Das Haus, in dem der Schwarze Herzog starb (Foto um 1890)

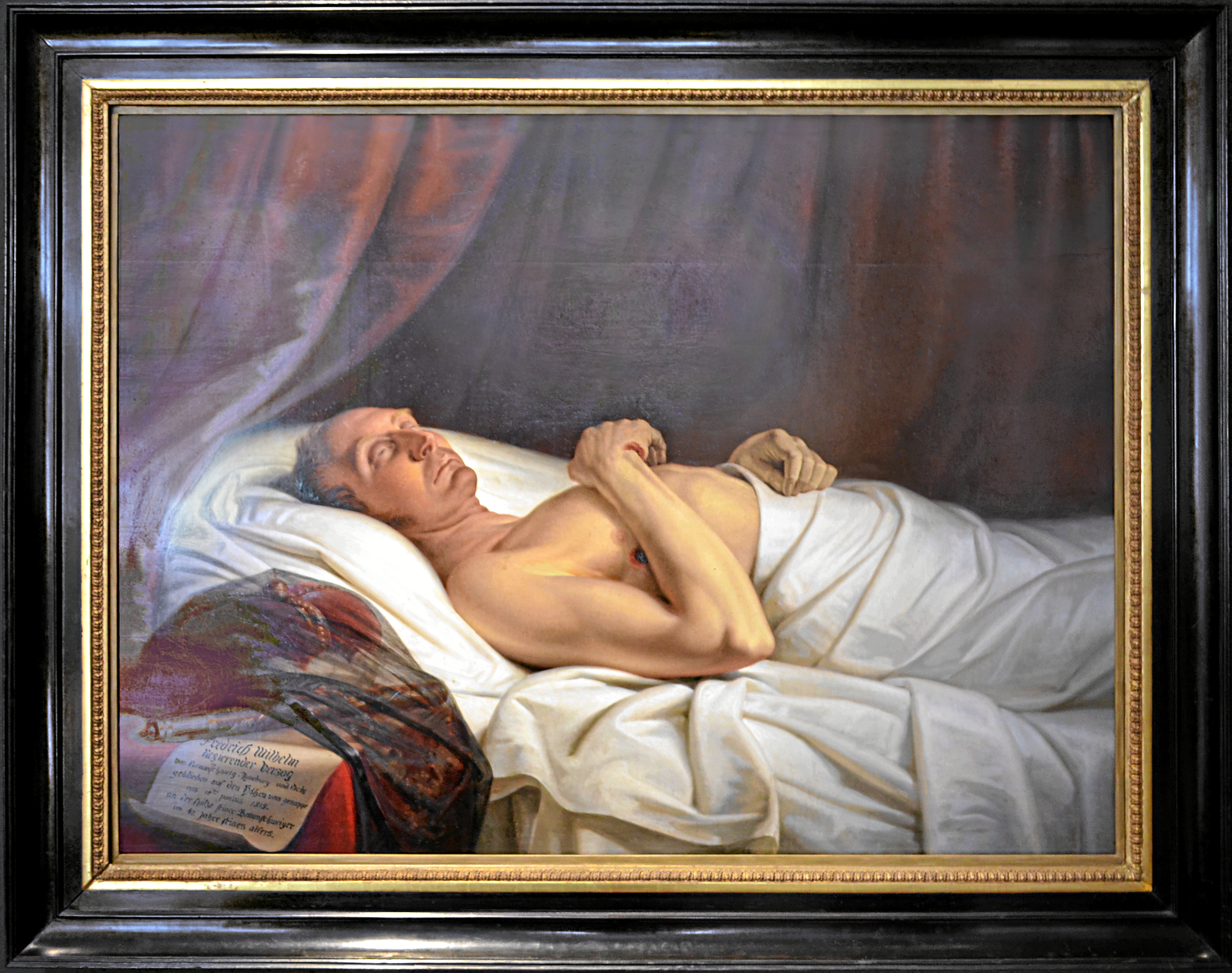
„Herzog Friedrich Wilhelm auf dem Totenbett“ von Mathieu Ignace van Brée am 17. Juni 1815, einen Tag nach dem Tod des Herzogs, angefertigt. Gut zu erkennen, die Schussverletzung an der rechten Hand und das Einschussloch auf der rechten Seite.

Der spätere Tischlermeister Ernst Carl Külbel war zuvor Korporal in der 2. Kompanie des Braunschweigischen Leibbataillons und Teilnehmer an der Schlacht bei Quatre-Bras. Aufgrund eines Rechtsstreites in den späten 1850er Jahren um die Todesumstände des Braunschweigischen Herzogs veröffentlichte Külbel 1859 Die letzten Augenblicke unsers Durchlauchtigsten Herzogs Friedrich Wilhelm bei Quatrebras, den 16. Juni 1815. Darin beschrieb er detailliert den Ablauf der Ereignisse. Demnach soll sich folgendes ereignet haben:
Bei über 30 °C war das Braunschweigische Leibbataillon gegen 16:00 Uhr auf dem Schlachtfeld eingetroffen und unmittelbar in schwere, verlustreiche Kämpfe verwickelt worden. Der 1. Zug der Braunschweiger hatte eine Tirailleurlinie gebildet, die unter permanentem Beschuss lag. Artilleriefeuer zwang einige Einheiten gegen 19:30 Uhr, eine frühere Position zu beziehen, an der sich zu diesem Zeitpunkt auch Hannoversche Verbände befanden. Beide Einheiten hatten bereits schwere Verluste erlitten und wurden nun zum wiederholten Male von französischer Kavallerie angegriffen. Die Braunschweiger Linieninfanterie hatte ein Carré gebildet, um die Kavallerieattacke besser abwehren zu können, als die Franzosen angriffen. In diesem Moment ritt Herzog Friedrich Wilhelm ohne Begleitung und Deckung direkt zwischen die Braunschweiger und die Franzosen, wobei er bei dem Gehöft Gémioncourt von der tödlichen Kugel getroffen wurde. Die Gewehrkugel streifte erst sein rechtes Handgelenk und trat anschließend in die rechte untere Brustseite ein. Sie durchdrang die Leber, verletzte das Zwerchfell, ging schließlich durch die Lunge und trat auf der linken Schulterseite wieder aus. Der Getroffene stürzte vom Pferd und blieb ca. 25 m vor den Braunschweigern liegen, während die französische Reiterei heranstürmte. Da das Leibbataillon in dieser Phase gerade unter Feindeinwirkung die Position wechselte, blieb das Ereignis weitgehend unbemerkt. Korporal Külbel war einer der wenigen, die es bemerkt hatten. Er nahm sich daraufhin den Jäger Reckau und den Hornisten Aue(r), um den Verwundeten zu bergen und ihn nicht den Franzosen zu überlassen. Der Herzog war, als man ihn hinter die deutschen Linien gebracht hatte, noch bei Bewusstsein und wurde zunächst auf freiem Feld abgelegt. Aufgrund verstärkt einsetzenden Artilleriebeschusses wurde er schließlich in ein Gebäude eines nahe gelegenen Bauernhofes gebracht, wo er kurz darauf in Anwesenheit von Stabsarzt August Pockels verstarb.
Am Tag nach seinem Tod wurde der Leichnam zunächst nach Antwerpen gebracht, wo der belgische Maler Mathieu Ignace van Brée ein Ölgemälde anfertigte, das den Herzog mit nacktem Oberkörper auf dem Totenbett zeigt. Die durch die Kugel verletzte rechte Hand und das Einschussloch sind deutlich erkennbar. Das Bildnis befindet sich heute im Braunschweigischen Landesmuseum. Der Tote wurde anschließend in einen mit Blei ausgekleideten Sarg gelegt. Dieser wurde mit Weingeist gefüllt und schließlich verzinnt, um nach Braunschweig überführt werden zu können, wo er um Mitternacht des 22. Juni eintraf.

### Beisetzungsfeierlichkeiten
Der Leichnam wurde einige Tage in der Stadt aufgebahrt, bevor der Schwarze Herzog in der Nacht vom 3. auf den 4. Juli 1815 in der Krypta des Braunschweiger Domes beigesetzt wurde. Dem von acht Pferden gezogenen Leichenwagen folgten Karl II., ältester Sohn und Nachfolger Friedrich Wilhelms als Herzog von Braunschweig, der Herzog von Cambridge, Friedrich Wilhelms zweiter Sohn Wilhelm sowie dessen Onkel Herzog Ernst August, denen wiederum der restliche Hofstaat folgte. Der mit schwarzem Samt beschlagene Sarg befindet sich noch heute in der Krypta.

### Ehe und Nachkommen

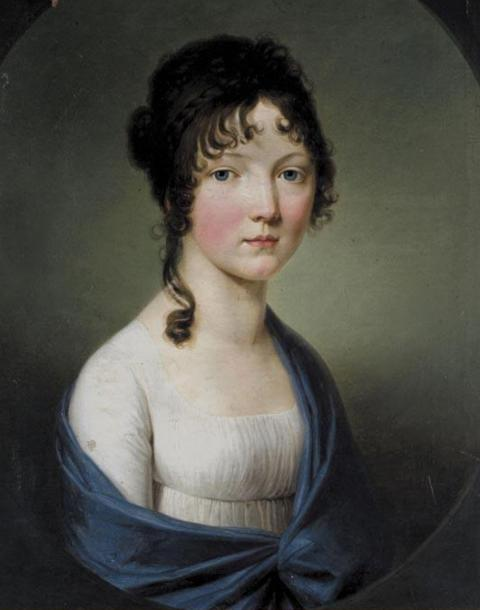
Die etwa 18-jährige Marie von Baden, spätere Ehefrau Friedrich-Wilhelms.

Friedrich-Wilhelm von Braunschweig-Wolfenbüttel-Oels heiratete am 1. November 1802 in Karlsruhe die elf Jahre jüngere Marie von Baden.
Mit ihr hatte er drei Kinder:
- Karl II. von Braunschweig-Lüneburg-Wolfenbüttel (1804–1873), Herzog von Braunschweig
- Wilhelm August Ludwig Maximilian (1806–1884), letzter Herzog von Braunschweig aus dem „Neuen Haus Braunschweig“
- eine totgeborene Tochter im April 1808

Kurz nach der Totgeburt der Tochter verstarb auch seine Frau im Alter von 25 Jahren am 20. April 1808 in Bruchsal.

## Nachleben

### Glorifizierung von Person und Tod

Theodor Rehtwisch: Von der Etsch bis an den Belt. Geschichtsbilder aus den Jahren 1806 und 1809. (um 1900). Abgebildet im Uhrzeigersinn sind (von rechts oben): Gneisenau, Hofer, Der Schwarze Herzog und Blücher.

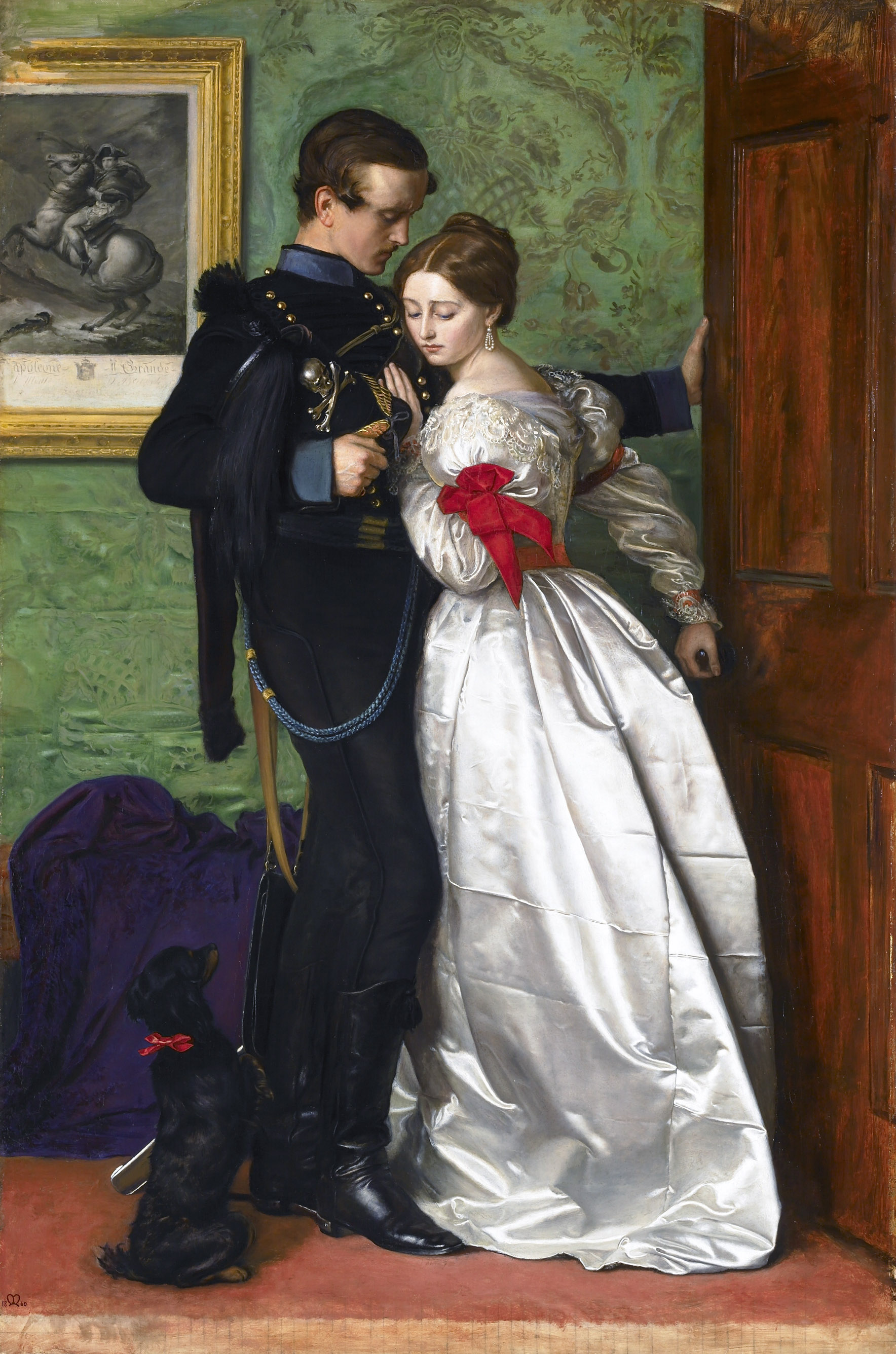
The Black Brunswicker („Der Schwarze Braunschweiger“) von John Everett Millais aus dem Jahre 1860.

Bereits vor seinem Tod auf dem Schlachtfeld war Friedrich-Wilhelm von Braunschweig-Wolfenbüttel-Oels von der Bevölkerung als Held gefeiert und zu einer lebenden Legende geworden. Dazu in hohem Maße beigetragen hatte sein Zug durch Norddeutschland mit der Erstürmung Halberstadts am 29. Juli 1809, dem Gefecht bei Ölper am 1. August 1809 und schließlich der Einschiffung nach England in Elsfleth und Brake an der Unterweser am 6. und 7. August 1809.
Sein gewaltsames Ende in einer Schlacht, im vergleichsweise jungen Alter von 43 Jahren, entsprach dem Zeitgeist und wurde umgehend zum „Heldentod“ stilisiert, um ihn vollends unsterblich werden zu lassen. In den folgenden Jahren und Jahrzehnten wurde er Teil des kollektiven Gedächtnisses und ging in die „vaterländische Erinnerung“ ein. Im Laufe der Jahre erschienen zahlreiche literarische Werke (Biografien, Romane, Gedichte, Theaterstücke), die sein Leben und Sterben glorifizierten, in dem es mythisch-mystisch überhöht wurde. Friedrich Wilhelm wurde als Freiheitskämpfer und Befreier gefeiert, wobei sein Name in einem Atemzug mit Ferdinand von Schill, Andreas Hofer und Gebhard Leberecht von Blücher genannt wurde. Es entstanden etliche Denkmäler, Gemälde, Skulpturen und ähnliches. Friedrich Wilhelm wurde auch auf Alltagsgegenständen wie Tellern oder Tassen abgebildet. Einige Jahre lang war sogar das Schwarz der Uniform der Schwarzen Schar Modefarbe, man kleidete sich „à la Brunsvic“ – auf Braunschweigische Art – und bekundete damit während der Franzosenzeit in Braunschweig seine Sympathie mit jenen, die Widerstand leisteten. So befindet sich zum Beispiel noch heute im Braunschweigischen Landesmuseum ein schwarzes Taufkleid aus dem Jahre 1809, das der Braunschweigischen Husarenuniform nachempfunden wurde. Bis in die 1940er hielt diese Art der „Heldenverehrung“ an, zuletzt noch einmal durch die Nationalsozialisten forciert, die den „Schwarzen Herzog“ als Befreier Deutschlands von der Franzosenherrschaft instrumentalisierten.

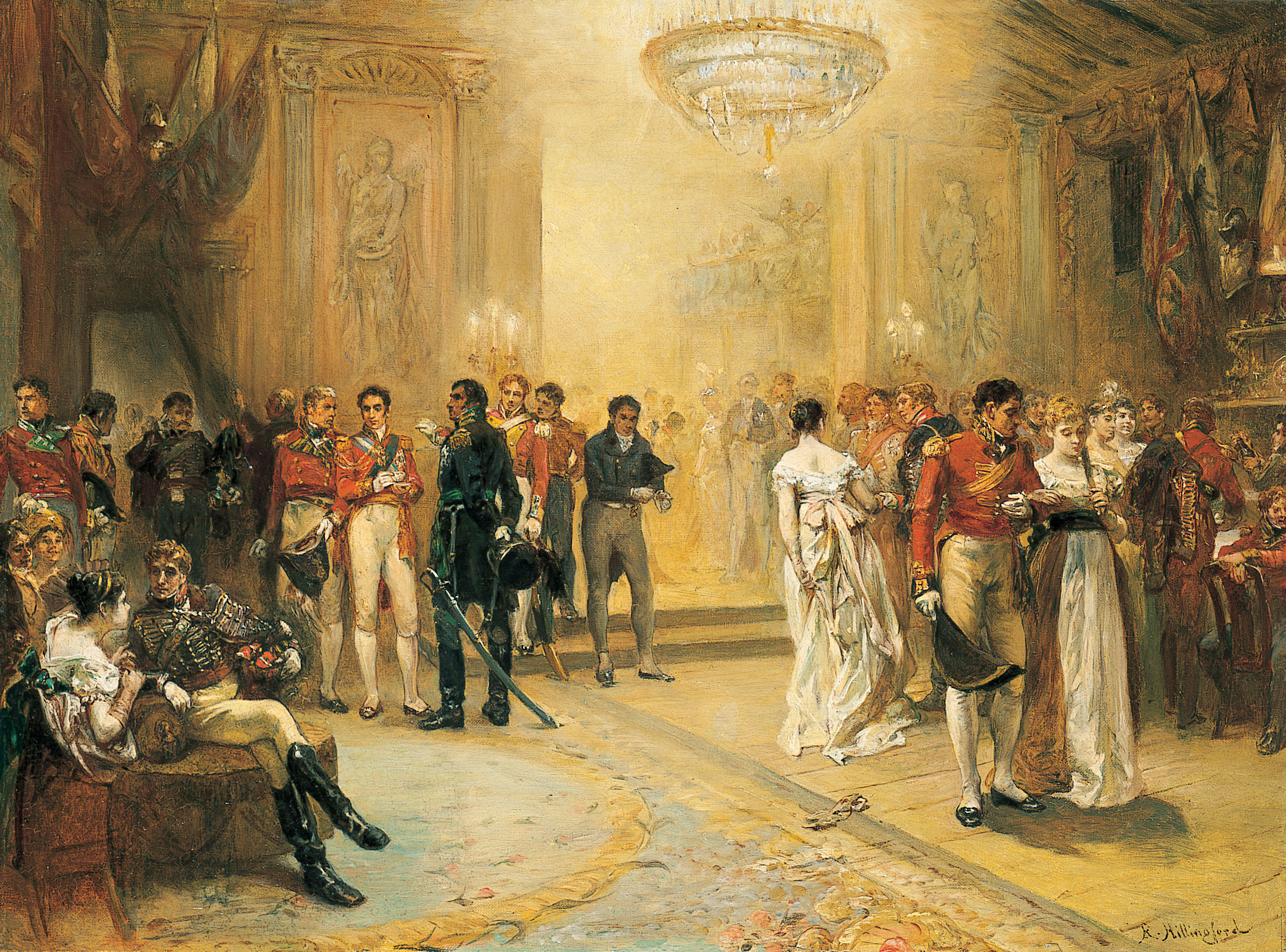
The Duchess of Richmond’s Ball von Robert Alexander Hillingford.

Zur Verklärung des Todes des Braunschweigischen Herzogs haben auch verschiedene Begleitumstände beigetragen. So war der Herzog z. B. nur wenige Stunden zuvor und nichtsahnend von der bevorstehenden Schlacht noch in Brüssel auf dem Ball der Herzogin von Richmond. Die britische Historikerin Elizabeth Pakenham bezeichnete den Ball als „the most famous ball in history“ („den berühmtesten Ball der Geschichte“). Er diente Wellington als eine Art Kommandozentrale, dementsprechend gering war mit 25 % der Anteil der Frauen unter den 224 Anwesenden. Dieses gesellschaftliche Großereignis verdankt seine historische Bedeutung zum einen der unmittelbaren zeitlichen Nähe zu den Schlachten von Quatre-Bras und Waterloo und zum anderen vor allem der großen Anzahl berühmter Anwesender: Fast sämtliche hohen Offiziere der gegen Napoleon zusammengezogenen Armee Arthur Wellesleys waren anwesend: Neben ihm Friedrich Wilhelm von Braunschweig-Wolfenbüttel-Oels, Thomas Picton, Prinz Wilhelm von Oranien-Nassau, Miguel Ricardo de Álava und Edward Somerset. Der Herzog von Braunschweig fiel am nächsten Tag, General Picton drei Tage später in der Schlacht bei Waterloo.
Der Ball und seine Teilnehmer wurden im 19. Jahrhundert von verschiedenen Künstlern dargestellt, so z. B. von den britischen Malern William Heath (Intelligence of the Battle of Ligny, von 1818), John Everett Millais (The Black Brunswicker, von 1860), Henry Nelson O’Neil (Before Waterloo, von 1868) und Robert Alexander Hillingford (The Duchess of Richmond’s Ball, aus den 1870ern).
Auch im Vereinigten Königreich wurde der Tod des Schwarzen Herzogs mit Bestürzung aufgenommen, nicht zuletzt deshalb, weil über das regierende Welfenhaus, die von 1714 bis 1837 dauernde Personalunion zwischen Großbritannien und Hannover sowie das Herzogtum Braunschweig-Lüneburg sehr enge Beziehungen existierten. Zudem hatten Braunschweigische Truppenverbände seit 1809 an der Seite oder als Bestandteil britischer Einheiten auf verschiedenen Kriegsschauplätzen gegen Napoleon gekämpft, so z. B. in den Napoleonischen Kriege auf der Iberischen Halbinsel, aber auch Jahrzehnte zuvor als Braunschweiger Jäger auf britischer Seite unter General Friedrich Adolf Riedesel während des Saratoga-Feldzuges im Amerikanischen Unabhängigkeitskrieg.

### Gedenkfeiern
Zu „runden“ Gedenktagen der Schlacht bei Quatre-Bras bzw. des Todes des Braunschweigischen Herzogs wurden Gedenkveranstaltungen von Veteranen oder „Vaterländischen Vereinigungen“ organisiert, die eine geradezu kultische Verehrung betrieben. So veröffentlichte Friedrich Karl von Vechelde 1840, zum 25. Jahrestag der Schlacht, sein Werk Braunschweigisches Gedenkbuch zur fünfundzwanzigjährigen Feier der Schlachten von Quatrebras und Waterloo. Am 50. Jahrestag des Biwaks vor dem Gefecht bei Ölper im Jahre 1859 wurde die Friedrich-Wilhelm-Eiche geweiht. 1890, zum 75. Jahrestag der Schlacht, gab es in Braunschweig eine Sonderausstellung mit dem Titel „Vaterländische Erinnerungen“. Die Bevölkerung wurde in diesem Zusammenhang aufgerufen, Erinnerungsstücke an die Befreiungskriege zusammenzutragen. Aus der daraus resultierenden, etwa 1000 Einzelstücke umfassenden Sammlung entstand das „Vaterländische Museum“ in Braunschweig, aus dem das heutige Braunschweigische Landesmuseum hervorging. Im selben Jahr wurde in Belgien unweit der Stelle, an der der Herzog fiel, ein Denkmal für ihn und die Braunschweigischen Truppen errichtet. 1915, mitten im Ersten Weltkrieg, fand am 16. Juni in Braunschweig die 100-Jahr-Feier der Schlacht statt. Zur Erinnerung an die Teilnehmer der Schlachten von Quatre-Bras und Waterloo wurde von dem Graveur Johann Carl Häseler eine Gedenkmünze, die „Waterloo-Medaille“, in Silber und Bronze geschaffen. Auf dem Avers ist der Herzog im Profil in Uniform abgebildet. Bereits 1818 war die sehr ähnliche Braunschweigische Waterloo-Medaille verliehen worden. Die letzte Veranstaltung dieser Art, der 125. Gedenktag, fand 1940, mitten im Zweiten Weltkrieg statt. Er fiel sehr viel bescheidener aus. Es wurde lediglich ein Kranz am Sarg im Dom niedergelegt.

### Straßen und Plätze

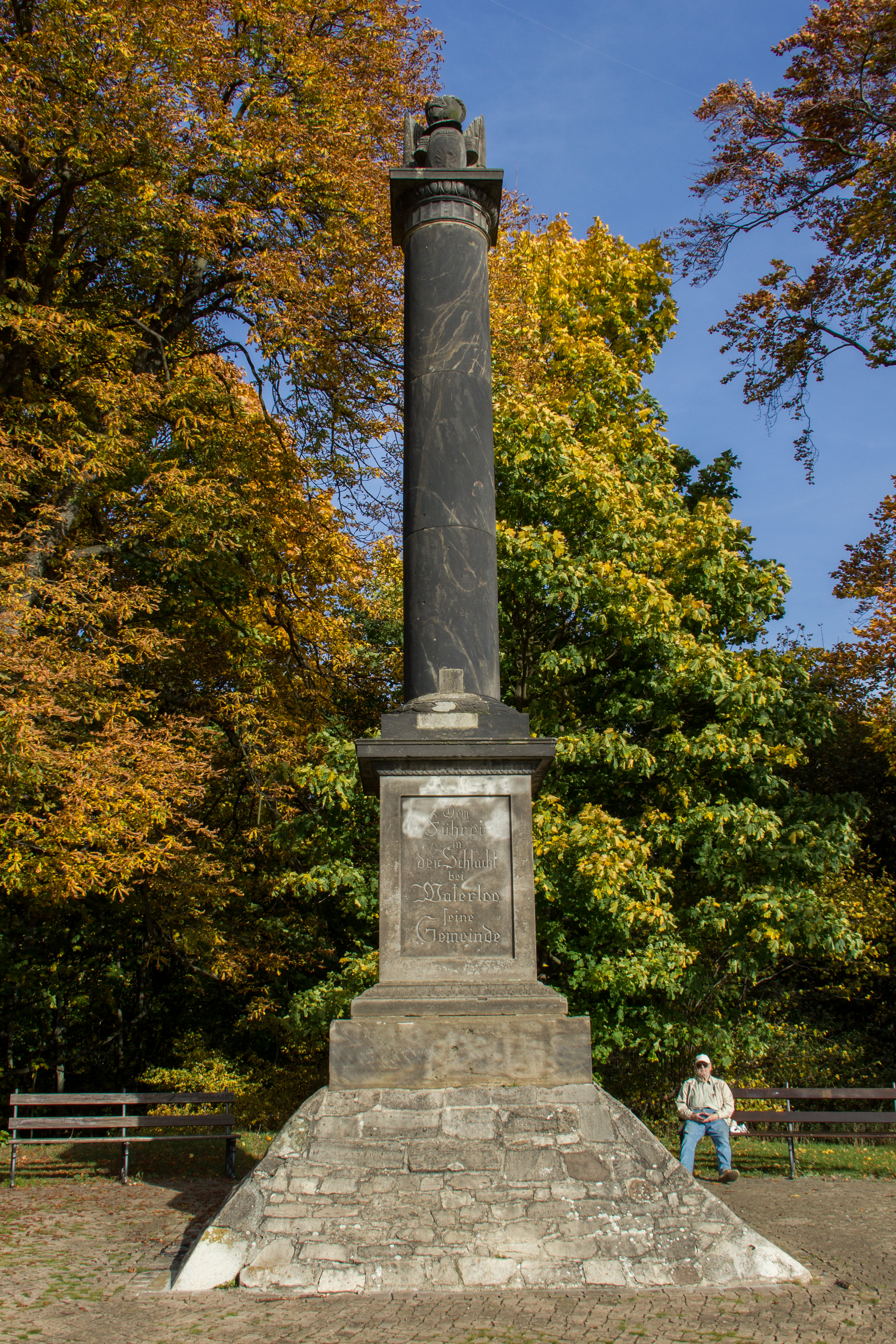
Das 1832 entstandene Denkmal für Johann Elias Olfermann

In der Folge der siegreich geführten Napoleonischen Kriege und des dadurch wachsenden Nationalgefühls wurden in Braunschweig, wie auch in zahlreichen anderen deutschen Städten, Straßen und Plätze nach Schlachten und Militärs der Zeit benannt. In Braunschweig waren es die nach dem Schwarzen Herzog benannte Friedrich-Wilhelm-Straße und der sich daran anschließende Friedrich-Wilhelm-Platz. Des Weiteren wurden Straßen und Plätze nach Angehörigen der Braunschweigischen Truppenverbände benannt, nämlich nach Georg Ludwig Korfes, Johann Elias Olfermann und Friedrich Ludwig von Wachholtz, nach den Braunschweiger Husaren und nach Waterloo. Die Marienstraße wurde nach Marie von Baden, Friedrich Wilhelms bereits 1808 im Kindbett verstorbener Frau benannt, ebenso das Braunschweiger Marienstift. Olfermann, der nach dem Tod Friedrich Wilhelms das Kommando über die braunschweigischen Verbände in der Schlacht bei Waterloo übernahm, nimmt insofern eine Sonderstellung ein, als nach ihm nicht nur eine Straße und ein Platz im östlichen Ringgebiet benannt wurden, sondern ihm 1832 auch ein Denkmal auf dem nahe gelegenen Nußberg errichtet wurde. Noch 1955 wurde eine Passage zwischen Friedrich-Wilhelm-Straße und Bankplatz „Friedrich-Wilhelm-Passage“ getauft.
Wie in Braunschweig wurden auch in verschiedenen Orten des damaligen Herzogtums Braunschweig Straßen und Plätze nach Ereignissen und Personen aus der Zeit zwischen 1806 und 1815 benannt.

### Künstlerische Verarbeitung

#### Denkmäler und Gedenksteine

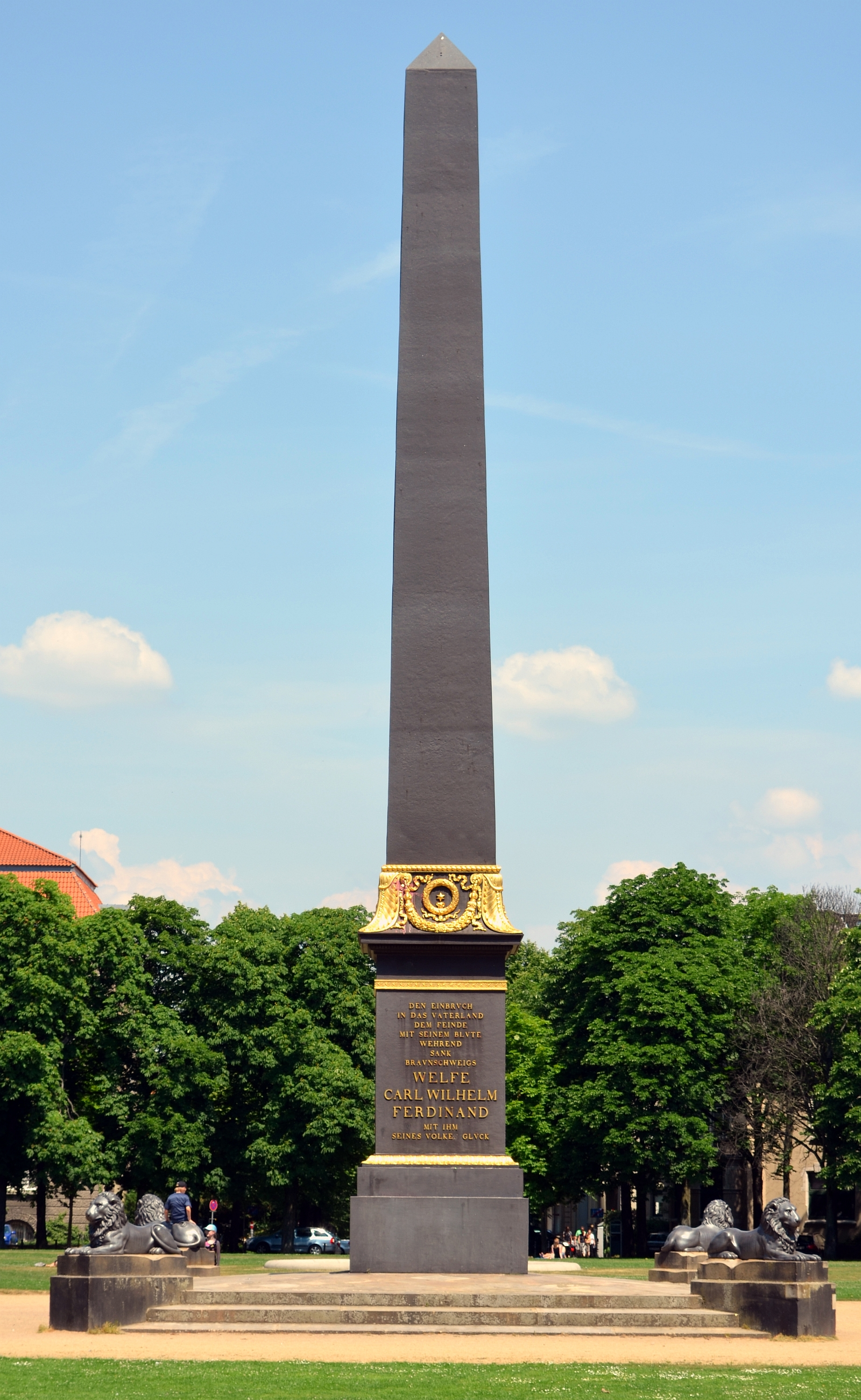
Der 1823 auf dem Monumentpatz in Braunschweig eingeweihte Obelisk zu Ehren Friedrich Wilhelms und seines Vaters Karl Wilhelm Ferdinand, der 1806 an den Folgen einer in der Schlacht bei Jena und Auerstedt erhaltenen Verwundung starb.

Außer dem Olfermann-Denkmal von 1832 wurde 1837 an der heutigen Kreuzung Schillstraße/Leonhardplatz für Ferdinand von Schill und 14 seiner Soldaten, die 1809 an dieser Stelle von französischen Truppen erschossen wurden, das Schill-Denkmal errichtet.
Über einen Zeitraum von vielen Jahrzehnten wurden Denkmäler und Gedenksteine errichtet.
- 1823: Obelisk auf dem Löwenwall für Friedrich Wilhelm und dessen Vater Karl Wilhelm Ferdinand auf dem Monumentplatz, heute Löwenwall
- 1832: Denkmal für Johann Elias Olfermann auf dem Nußberg
- 1843: Obelisk in Ölper zur Erinnerung an das Gefecht bei Ölper am 1. August 1809
- 1859: Denkmal in Burgdorf bei Hannover[23]
- 1859: Denkmal für Herzog Friedrich Wilhelm in Elsfleth zur Erinnerung an die Einschiffung nach England
- 1863: Denkstein mit Tafel in Syke zur Erinnerung an die Einschiffung nach England
- 1865: Einweihung der Einfassung der Friedrich-Wilhelm-Eiche zum 50. Jahrestag der Schlacht bei Quatre-Bras
- 1874: Einweihung des Reiterstandbildes vor dem Braunschweiger Schloss (zusammen mit dem seines Vaters Karl Wilhelm Ferdinand)
- 1890: Denkmal im belgischen Genappe
- 1909: Gedenkstein mit Tafel in Hessen am Fallstein
- 1910: Gedenkstein mit Tafel in Schöppenstedt

#### Gemälde, Stiche etc.
Bereits zu seinen Lebzeiten war Herzog Friedrich Wilhelm Gegenstand künstlerischer Darstellungen gewesen; so malte z. B. Johann Christian August Schwartz 1809 eines der bekanntesten Porträts des Herzogs und Eberhard Siegfried Henne fertigte einige bekannte Stiche, die als Thema das Gefecht bei Ölper hatten. Nach Friedrich Wilhelms „Heldentod“ entstanden viele weitere Kunstwerke, wie Gemälde, Stiche, Radierungen, Skulpturen usw. Insbesondere der Tod des Herzogs bzw. die letzten Momente seines Lebens wurden – oft idealisiert – dargestellt.
Werke stammen unter anderem von:

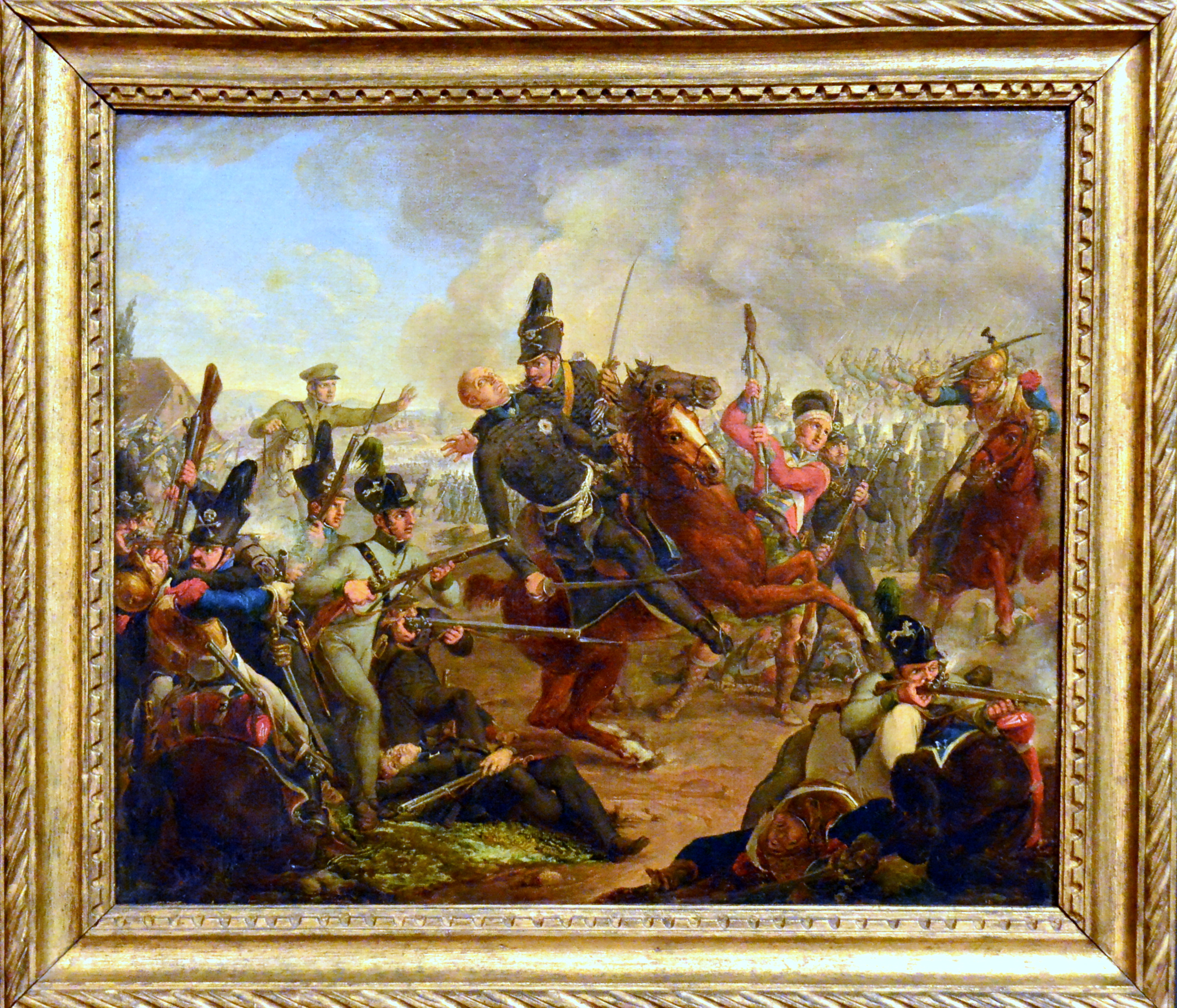
Friedrich Matthäis „Tod des Schwarzen Herzogs“, entstanden erst ca. 20 Jahre nach der Schlacht, führte im Sommer 1860 zu einem Prozess um die Todesumstände des Herzogs.

- Mathieu Ignace van Brée: Herzog Friedrich Wilhelm auf dem Totenbett von Juni 1815
- William Heath: The Battle of Quatre-Bras, 16th. June 1815. H. R. H. The Duke of Brunswick commanding the Avantgarde under the Duke of Wellington.
- Franz Joseph Manskirch: Der Tod des Herzogs von Braunschweig[26]
- Johann Friedrich Matthäi: Tod Herzog Friedrich Wilhelms von ca. 1836
- Dietrich Monten: Der Tod des Herzogs Friedrich Wilhelm von Braunschweig bei Quatrebras, nach 1837

Auch sind etliche Alltags- oder Dekorationsgegenstände erhalten, auf denen der Herzog abgebildet ist; so existieren z. B. von der Stobwasserschen Lackwarenmanufaktur Schnupftabak-Dosen oder Tabletts mit seinem Porträt bzw. Szenen aus seinem Leben.

#### Literatur über Friedrich Wilhelm von Braunschweig ab 1815 (Auswahl)

Karl Venturini: Ehre und Wahrheit für Friedrich Wilhelm den verewigten Herzog von Braunschweig-Lüneburg. Eine aus den besten Quellen geschöpfte biographische Skizze dieses Helden (von 1816)

### Restaurierung des Sarges

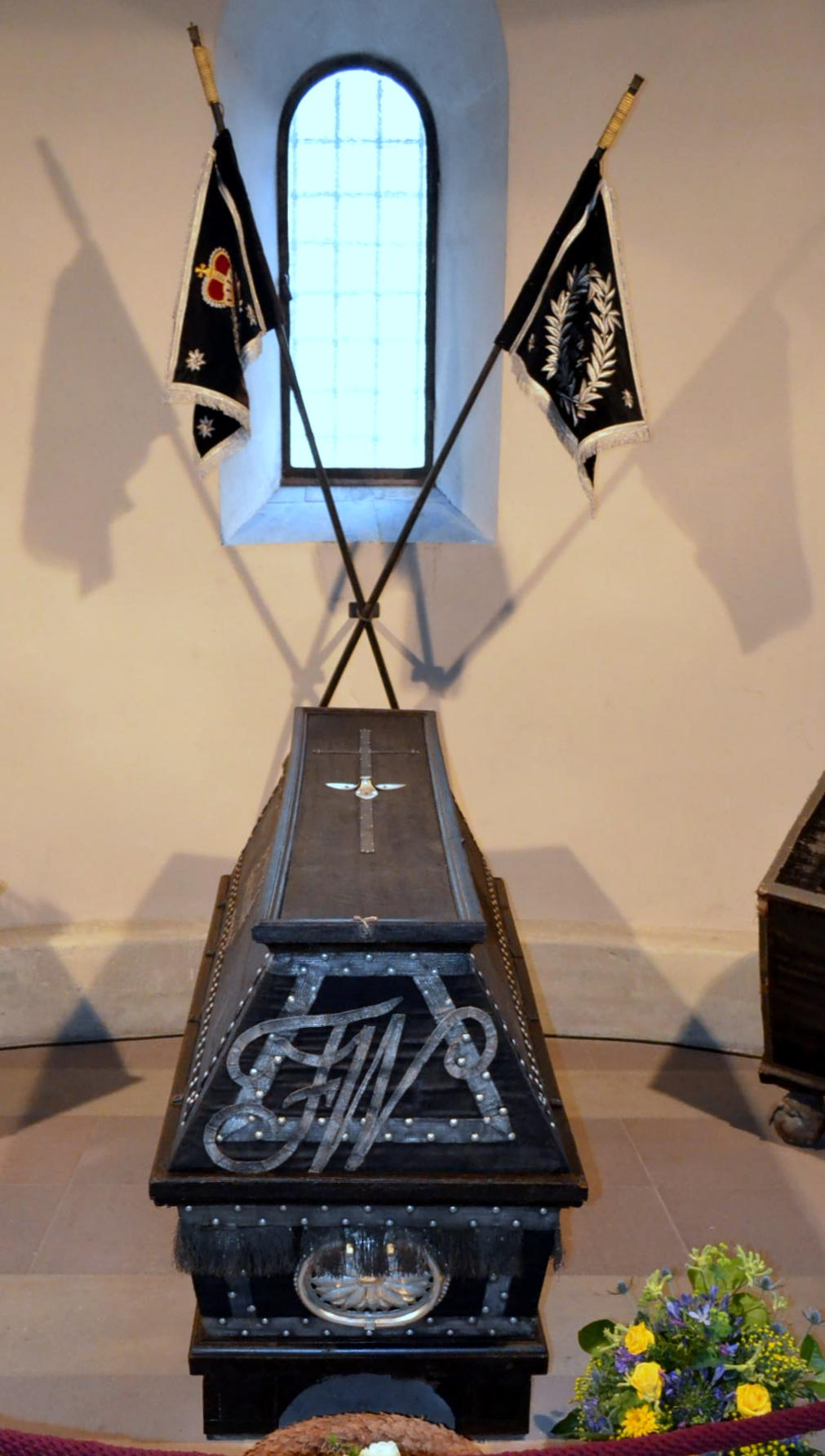
Sarg des „Schwarzen Herzogs“ nach der Restaurierung 2015.

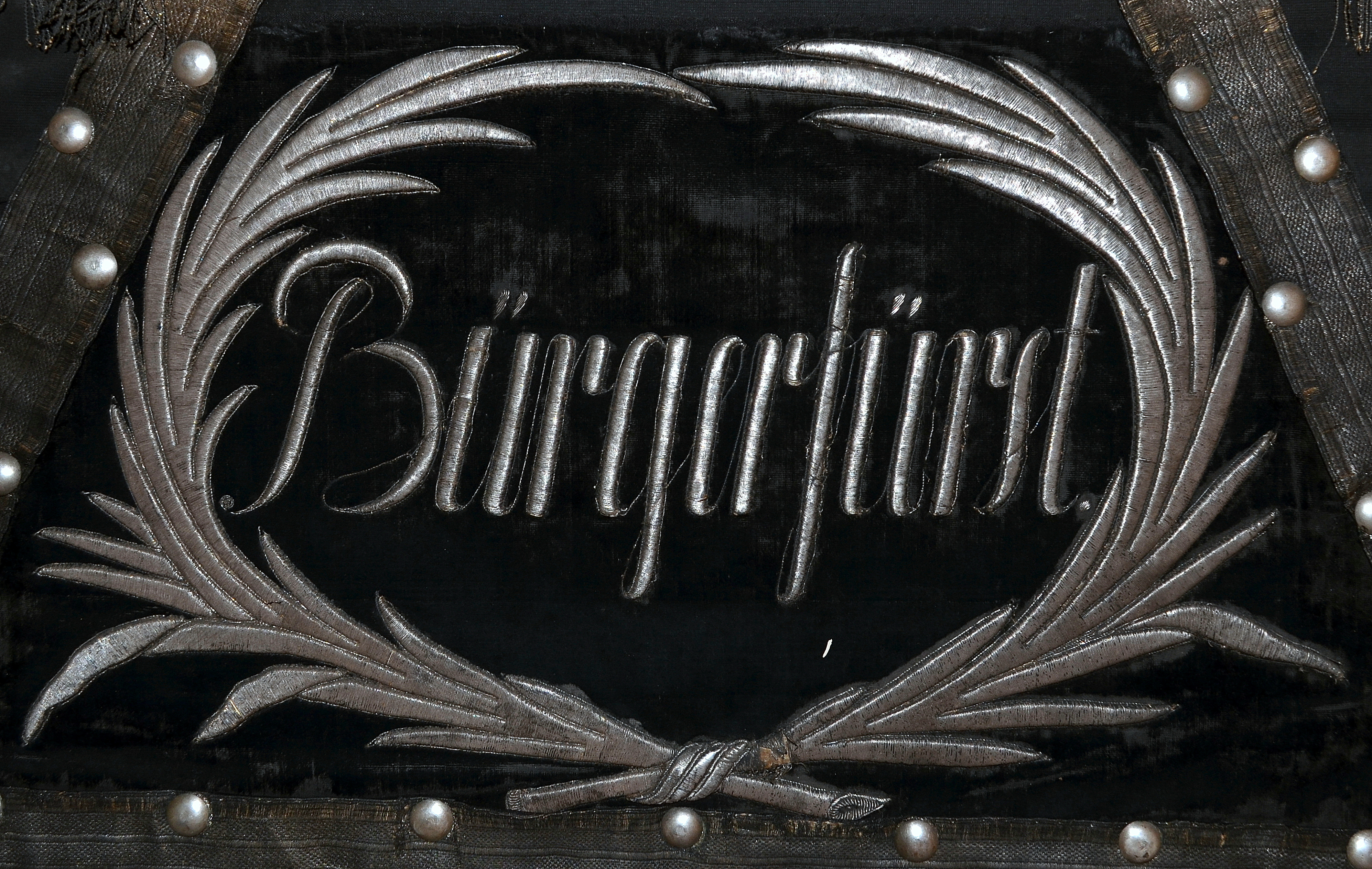
Bürgerfürst, Stickerei am Kopfende des Sarges